# Csíkos delfin
A csíkos delfin (Stenella coeruleoalba) az emlősök (Mammalia) osztályának párosujjú patások (Artiodactyla) rendjébe, ezen belül a delfinfélék (Delphinidae) családjába tartozó faj.

## Előfordulása
Főként trópusi és szubtrópusi elterjedésű, de megtalálható a meleg mérsékelt övi vizekben is. Elterjedése széles körű, bár nem folyamatos, egyes helyekről hiányzik, más területeken pedig alacsony egyedszámban fordul elő, ami bizony földrajzi elkülönülést feltételez a populációk között. Japán partjai mentén, ahol alaposan tanulmányozták jellegzetes évenkénti vándorlását figyelték meg, télen a Kelet-kínai-tengerben tűnik föl, míg a nyarat az északi Csendes-óceán nyílt vízen tölti. A világ más részein nem ismertek vándorlásai, bár egyes helyeken időszakosan követheti a meleg óceáni áramlásokat. Elsősorban a partoktól távol fordul elő, csak a mély vizekben található a szárazföldek közelében.

## Megjelenése
A csíkos delfin viszonylag könnyen azonosítható a tengeren jellegzetes csíkjai révén, egyes példányok hasoldala ráadásul élénk rózsaszín. Első ránézésre emlékeztethet a közönséges delfinre, amely hasonló méretű és alakú, a csíkos delfin testén azonban sötétek a csíkok, nem úgy, mint a közönséges delfinen és nincs sárga homokóraminta az oldalán. Összetéveszthető még a Fraser-delfinnel is, de a csíkos delfin teste áramvonalasabb, arcorra hosszabb, hátúszója nagyobb és sarlósabb. Legfeltűnőbb tulajdonsága a világ szürke ujj alakú rajzolat a hátúszó alatt, de ez szintén jellemző sok atlanti delfinre és palackorrú delfinre is. Gyakori faj, de populációi hanyatlóban vannak.
Hátúszó elhelyezkedése: középen,

Felnőtt tömege: 90–150 kg,

Újszülött tömege: ismeretlen,

Felnőtt mérete: 1,8-2,5 m,

Újszülött mérete: Kb. 1 m.

## Életmódja
Tápláléka halakból, kalmárokból vagy polipokból és világító krillekből vagy egyéb rákokból áll. Mozgékony és nagyon feltűnő állat. Gyakran ugrik, néha 7 m magasra is, bámulatos mutatványokra képes, pl. a hátra bukfenc, pörgés és a háton történő delfinúszás. Gyors úszáskor a rajok létszámának 1/3-a is a levegőben lehet egyszerre. Merülése általában 5-10 percig tart. Táplálkozás közben is 200 m-re is lemerülhet. Egyes vidékeken a hajók orrvizében úsznak (főként az Atlanti-óceánban és a Földközi-tengerben), más területeken viszont ritkán közelíti meg a vízi járműveket. Az Atlanti-óceánban kis csoportokban (100 alatt) fordulnak elő. Gyakran társulnak a közönséges delfinhez és a trópusi Csendes-óceán keleti felén a sárgaúszójú tonhalhoz. Átlagos csoportméret 10-500 egyedből áll, ritkább esetben 1-3000 példányból. Az elmúlt években számos tömeges partra vetődése fordult elő.